# 國學院大學硬式野球部
國學院大學硬式野球部（こくがくいんだいがくこうしきやきゅうぶ、英: Kokugakuin University Baseball Club）は、東都大学野球連盟に所属する大学野球チーム。國學院大學の学生によって構成され、國學院大學体育連合会に加盟している。毎年青葉ベースボールフェスタ（青葉大学定期戦）に参加している。

## 歴史
1920年（大正9年）、前身の運動部から正式に野球部として発足した。
1925年（大正14年）、専修大、日本大、東洋大、東京商科大（現 一橋大）、宗教大（現 大正大）と共に「東京新大学野球連盟」を結成。國學院大が同リーグ初の優勝校となる。

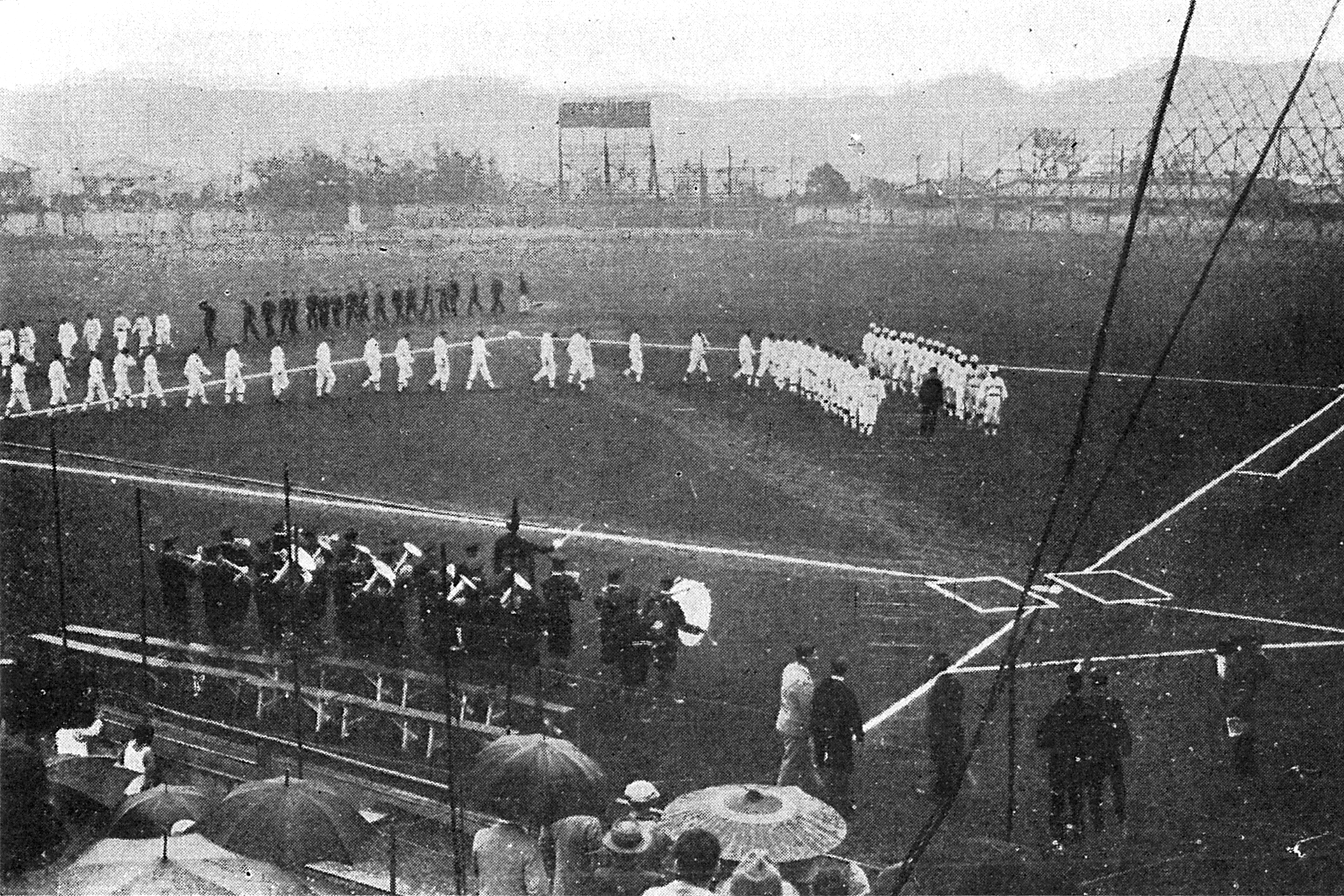
五大学リーグの開会式（戸塚球場）

翌1926年（大正15年）、新大学野球リーグで専修大、宗教大、東京商科大が脱退し、新たに東京農業大、上智大、東大農学部、青山学院、高千穂高等商業、早大高等師範部、東京高等工芸が加わり「東京新十大学野球連盟」に改組し、前年に引き続いて國學院大が優勝する。その後、同リーグは加盟校間でのトラブルも多く自然消滅に近い形で解散してしまった。
1929年（昭和4年）、野球部約20名が、当時では珍しい満洲・朝鮮への海外遠征を行う。そんな折、日大などと東京六大学野球連盟へ加盟申請を度々行っていたが、加盟は認められることはなくやむなく新たに連盟を創設することとなった。そこで國學院大は専修大、日大と共に、六大学野球連盟校の東京帝国大と民法法典論争をしていた 中央大と、農学に関する価値観から対立していた、同じ渋谷常磐松に校舎を構える東京農大とを誘い、1931年（昭和6年） 、「五大学野球連盟」（現 東都大学野球連盟）を創立した。
1931年（昭和6年）秋季リーグ戦において、國學院大と日大は6試合6勝0敗勝ち点3で並び、両校同率で優勝預かりとなる。1935年（昭和10年）、東京農大が脱退し東京商科大を迎え入れ、新たに東都大学野球連盟を創立（依然5校によるリーグ戦のまま）。1936年（昭和11年）秋、東京農大が再加盟し、リーグ戦は1部（4校）2部（2校）制に分かれた。
主戦のエース前川八郎、前川の後を継ぎ投打で活躍した大沢清（のち大沢伸夫。中退）や白木一二（中退）らが抜けた後の國學院は、1938年（昭和13年）秋に2部に降格した。幸運にも、翌1939年（昭和14年）春から加盟校が増加したため、既存の1部2部を再統合し6校によるリーグ戦に改められ自動昇格した。
終戦後再開された1946年（昭和21年）春季リーグ戦で國學院は最下位となり、秋季リーグ戦は欠場。同秋季に1部2部制となり、國學院は2部に自動降格した（あわせて慈恵医大が自動昇格）。1948年（昭和23年）秋季2部リーグ戦で優勝し入替戦で東京文理大を下し翌1949年春に1部に昇格したが最下位となり、入替戦で新興駒澤大に敗れ2部に降格した。1950年（昭和25年）秋季、入替戦で東京工業大を下し翌1951年（昭和26年）春から1部に昇格したものの同51年春秋リーグ戦から翌1952年（昭和27年）春季リーグ戦までは1部で戦うものの全3季とも最下位と振るわなく、入替戦で学習院大に敗れ2部に降格した。1950年以降、加盟校が相次いだことも相まって國學院は低迷期に入り、以降2部リーグが主戦場となった。
1959年（昭和34年）秋季、中央大が春季リーグ戦を出場停止になり秋季は2部に自動降格すると、國學院が再び1部に復帰。翌1960年（昭和35年）春季、OBでプロ野球の在籍経験を持つ塩瀬盛道監督のもとで1部リーグ3位となる。同年秋季、やはり大学OBでプロ通算1439安打の記録を持つ大沢清が監督に就任するも最下位となり、入替戦で学習院大に敗れ2部降格。1962年（昭和37年）秋、東洋大との入替戦に勝利し1部昇格。大沢は1976年（昭和51年）秋季まで16年の長きにわたりチームを率いたが、1964年（昭和39年）春季の入替戦で亜細亜大に敗れ2部に降格したのを最後に1部から遠ざかり、監督晩年には同校史上初の3部降格を味わっている。
このように、戦争を挟んで戦後になると長い低迷期に入ったが、後述のように1990年代及び2000年代前後から甲子園出場経験者らが数多く入部するようになり、チーム戦力も急激に上昇した。
OBの餅田正美が監督に就任以降、1988年（昭和63年）春秋リーグ戦で2部リーグ戦を制した。続くそれぞれの入替戦は、春は中央大に敗れたものの秋は東洋大を下し、実に25年ぶりとなる50季ぶりの1部への復帰を果たした。以降、降格昇格を繰り返しては1部に定着できず、1992年（平成4年）春の入替戦で3年酒井弘樹投手の活躍で専修大を下し1部に昇格したものの、翌1993年（平成5年）春の入替戦で、この年のドラフトの目玉となった4年酒井投手が3試合で連投するも東京農大に敗れ2部に降格した。同年秋、2部リーグ開幕戦で酒井投手目当てにプロスカウトが40人ほど押し掛けた（こちらを参照）。
1996年（平成8年）春、OBで東北高と仙台育英高野球部を率いて幾度となく両校を甲子園に出場させた高校球界の名将竹田利秋が監督に就任。就任後しばらくは2部リーグでも苦戦を強いられたが、竹田は当時の部員に欠けていた野球に取り組む姿勢、責任ある行動を積極的に指導するなど、技術面以外での人間教育を徹底して行った。これらの指導法が次第にチームに浸透し、部の団結力が高まり野球の成績にも結実していったと評価されている。2003年（平成15年）秋、念願の2部リーグ戦優勝を果たしたが亜大との入替戦に敗れ1部復帰はならなかった。2006年（平成18年）春、主将嶋基宏捕手や3年聖澤諒らを擁して再び2部で優勝。立正大との入替戦を制しチームとして1993年春以来、監督就任11年目にして初の1部昇格となった。翌2007年（平成19年）春、1年生投手の村松伸哉（通算6勝16敗、11年卒）が開幕専大戦で先発し東都新となる153㌔をマークし7回途中1失点で、新人開幕投手として93年春の日大谷村逸郎に次ぐ初勝利を修めた。しかし同年秋、リーグ戦最下位となり入替戦でも日大に敗れ2部に降格。翌2008年（平成20年）秋、入替戦で日大を下し1部に復帰したものの、その後も1部リーグ優勝には手が届かなかった。竹田は2010年（平成22年）春季リーグを最後に退任し、修徳高前監督で2006年秋季まで國學院大コーチを務めていた鳥山泰孝に監督を譲り総監督に就任した。
鳥山の就任直後、同10年秋季リーグ戦で、3年高木京介投手を擁し創部80年目にして初の1部リーグ優勝を飾った。初出場の明治神宮野球大会（第41回大会）では初戦2回戦で九州産業大に2-4で敗退して終わった。
2012年（平成24年）7月、青葉ベースボールフェスタに参加。参加大学は、國學院大・玉川大・日本体育大・桐蔭横浜大・ハワイ選抜チームの5チーム（横浜市青葉区六大学連携協定による）。2017年（平成29年）、4年山﨑剛が東都大学リーグ歴代12位タイとなる通算103安打を記録。
2021年（令和3年）、3年楠茂将太、2年武内夏暉、1年坂口翔颯らの投手陣と4年福永奨捕手のバッテリーを擁して、春秋リーグ戦を連覇し2回目・3回目の優勝を飾る。続く初出場となる全日本大学野球選手権大会（第70回大会）準々決勝で福岡大に1-2x（延長10回）で敗退。同年秋の第52回明治神宮野球大会準決勝で優勝した中央学院大に2-6で敗退。翌2022年（令和4年）、4年楠茂・田中千晴、3年武内、2年坂口らの投手陣を擁して、春季リーグ戦で亜細亜大にリーグ戦3連覇を阻まれたが、秋季リーグ戦で4回目の優勝を果たす。続く3度目の出場となる第53回明治神宮野球大会準決勝で3年上田大河ら厚い投手層を擁する大阪商業大を6-2で下し初の決勝進出となるも、3年村田賢一投手擁する明治大に0-1で惜敗し準優勝に終わった。

## 本拠地
- 國學院大學たまプラーザキャンパス（横浜市青葉区新石川）

## 記録

### チーム記録
東都大学野球リーグ
- 1部リーグ 優勝4回（2010秋、2021春、2021秋、2022秋）　加えて、優勝預かり1回（1931秋）
- 2部リーグ 優勝14回

全日本大学野球選手権大会
- 出場1回（2021年）

明治神宮野球大会
- 出場3回（2010年、2021年、2022年）
- 準優勝1回（2022年）

### 個人記録
首位打者
- 牧野驩一：1932春　.367
- 木村頌一：1933春　.375
- 田渕雄飛：2010秋　.389
- 山﨑剛：　2015春　.400

最優秀選手
- 渡邉貴美男：2010秋

永久欠番
- 38：三笠宮彬子女王：2016年9月21日、東都大学野球一部リーグ公式戦の始球式を務め、その際に着用したユニフォームの背番号「38」（宮（ミヤ）家にちなむ）が永久欠番となった。

## 主な出身者
※Category:國學院大學硬式野球部の選手を参照。

### プロ野球選手（括弧内は在籍年度）
- 前川八郎 - 元同大学監督 / 巨人軍・阪急軍。東鉄時代に草創期の巨人軍を破り、巨人軍に入団。プロ野球草創期の名選手。國學院大・滝川中(別所毅彦、青田昇らを指導)・兵庫工・富士製鐵広畑・堀越高各監督。巨人軍スカウト部長
- 大沢清 - 元同大学監督・教授 / 名古屋軍-東急-大洋-広島。プロ通算1439安打。大沢啓二(元日本ハム監督)の実兄。中退
- 塩瀬盛道 - 元同大学監督 / 東急。投手としてプロ生活唯一の打席で本塁打を放ちプロ通算打率10割・通算長打率40割
- 白木一二 - 名古屋軍。上記大沢清と共に中退し草創期の名古屋軍に入団。3番大沢4番白木とクリーンアップを担った。1944年戦死。中退
- 小谷正勝(1964-1967) - 大洋(ドラフト1位)。ヤクルト-大洋（横浜）-千葉ロッテコーチ。現巨人軍コーチ
- 益田尚哉(1982-1985) - 日本通運-広島(ドラフト外)
- 酒井弘樹(1990-1993) - 近鉄(ドラフト1位)-阪神-台中金剛(台湾)。名古屋経済大高蔵監督
- 渡辺俊介(1995-1998) - 新日鉄君津-千葉ロッテ(ドラフト4位)。現新日鐵住金かずさマジック投手兼コーチ
- 矢野謙次(1999-2002) - 巨人(ドラフト6位)-北海道日本ハム
- 梅津智弘(2001-2004) - 広島(ドラフト6位)-東北楽天
- 伊藤義弘(2001-2004) - JR東海-千葉ロッテ(ドラフト4位)
- 佐藤亮太(2002-2005)-中日(ドラフト7位) - 中日打撃投手
- 嶋基宏(2003-2006) - 東北楽天(ドラフト3位)[13]
- 聖澤諒(2004-2007) - 東北楽天(ドラフト4位)
- 高木京介(2008-2011) - 巨人(ドラフト4位)
- 谷内亮太(2009-2012) - ヤクルト(ドラフト6位)-北海道日本ハム
- 杉浦稔大(2010-2013) - ヤクルト(ドラフト1位)-北海道日本ハム
- 田中大輝(2011-2014) - 巨人(ドラフト4位)
- 山下幸輝(2011-2014) - 横浜DeNA(ドラフト5位)
- 柴田竜拓(2012-2015) - 横浜DeNA(ドラフト3位)
- 山﨑剛(2014-2017) - 東北楽天(ドラフト3位)
- 清水昇(2015-2018) - ヤクルト(ドラフト1位)
- 横山楓(2016-2019) - セガサミー-オリックス(ドラフト6位)
- 吉村貢司郎(2016-2019) - 東芝‐ヤクルト(ドラフト1位)
- 小川龍成(2017-2020) - 千葉ロッテ(ドラフト3位)
- 福永奨(2018-2021) - オリックス(ドラフト3位)
- 川村啓真(2018-2021) - 西武(育成ドラフト4位)
- 田中千晴(2019-2022) - 巨人(ドラフト3位)
- 江原雅裕(2019- 2022) - 日鉄ステンレス- 東北楽天(ドラフト4位)
- 武内夏暉(2020-2023) - 西武(ドラフト1位)
- 坂口翔颯(2021- 2024) - 横浜DeNA(ドラフト6位)

### アマチュア野球選手・監督
- 山岡嘉次 - 中京商監督時代、1931年（第17回）・1932年（第18回）夏の甲子園優勝（中京商業の選手権三連覇の礎を築く）。高校野球連盟理事
- 榊原武司 - 愛知商監督時代、1936年（第13回）春の甲子園優勝
- 渥美政雄 - 東邦商・滝川中・一宮中・豊橋時習館各監督（異なる4校で9度の甲子園出場）
- 木村頌一 - 元同大学監督 / 中京商監督時代、1937年（第23回）夏の甲子園優勝。東都リーグ首位打者（1933年春季）
- 竹田利秋 - 現総監督・前監督 / 東北高・仙台育英高各監督
- 持丸修一 - 竜ヶ崎一高・藤代高・常総学院高各監督、現専大松戸高監督
- 藤光尚史 - 明治生命（内野手）時代、1982年（第53回）都市対抗優秀選手。元明治安田生命監督
- 飯野勝利 - 富士重工（投手）。元富士重工監督
- 藪宏明 - 日本通運（内野手）時代、1993年（第64回）都市対抗準優勝・都市対抗優秀選手。前日本通運監督
- 宮田仁 - 日産自動車（投手）時代、1998年（第69回）都市対抗優勝・2001年（第72回）都市対抗優秀選手・2003年（第30回）日本選手権優勝。元日本代表
- 鳥山泰孝 - 現同大学監督 / 同大学コーチ・修徳高監督

### 他のスポーツに転向
- 安河内将(2008-2011。うち硬式野球部所属年度は2008のみ)-現ボートレーサー（内野手）・2007年（第79回）春の甲子園出場、後に準硬式野球部に転部